# Claude Buridant
Claude Buridant, né le 12 février 1938 à Arras, est un linguiste français, professeur émérite de linguistique française et romane à l'Université de Strasbourg (anciennement Université Marc-Bloch) à Strasbourg. Il est directeur du Centre de Linguistique et philologie romane de Strasbourg.
Ses recherches portent principalement sur l'histoire de la traduction au Moyen Âge et à la Renaissance, dans le cadre des langues romanes, de la lexicologie et de la parémiologie.
Il est l'auteur notamment d'une Grammaire nouvelle de l'ancien français.

## Œuvres
- 1976. Nature and function of proverbs in jeux-partis. Revue des sciences humaines 163.3 (1976): 377-418.
- 1976. La traduction du pseudo-Turpin du manuscrit Vatican Regina 624. Vol. 142. Librairie Droz.
- 1980. Les binômes synonymiques. Esquisse d'une histoire des couples de synonymes du Moyen Âge au XVIIe siècle in Synonymies. Bulletin du Centre d'Analyse du discours 4 (1980) : 5-76.
- 1981. Les proverbes et la Prédication au Moyen Age. Actas du Colloque de parémiologie.
- 1986. Lexicographie et glossographie médiévales. Esquisse de bilan et perspectives de recherche in Lexicographie au moyen-âge. Lexique 4 (1986) : 9-46.
- 1987. "L'ancien français à la lumière de la typologie des langues : les résidus de l'ordre OV en ancien français et leur effacement en moyen français." Romania 108.429 (1987) : 20-65.
- 1987. Les particules séparées en ancien français. Romanistique–Germanistique : une confrontation, C. Buridant (éd.), Strasbourg : Presses Universitaires de Strasbourg (1987): 167-204.
- 1987. Historische Phraseologie des Französischen.
- 1990. Johannes Bechert, Giuliano Bernini, Claude Buridant. Toward a Typology of European Languages. Walter de Gruyter.
- 1999. Nature et fonctions ses proverbes dans le Moyen-Âge français : Essai d'aperçu synthétique. Nouveaux Cahiers d'Allemand 17.3 497-513.
- 2003. Grammaires du vulgaire - Normes et variations de la langue française. Presses Universitaires de Vincennes.
- 2005. La substantivation de l'infinitif en ancien français : aperçu et perspective. Langue française 2005/3 (n° 147), pp. 98–120.
- 2006. L'interjection : jeux et enjeux. Langages (2006) : 3-9.

Zaragoza Pérez, Francisca. 2013. Les recherches parémiologiques en France : Claude Buridant, spécialiste en parémiologie médiévale. Paremia 22.: 11-16. Liens